# Hausach
Hausach är en stad  i Ortenaukreis i regionen Südlicher Oberrhein i Regierungsbezirk Freiburg i förbundslandet Baden-Württemberg i Tyskland.
Staden ingår i kommunalförbundet Hausachl tillsammans med kommunen Gutach (Schwarzwaldbahn).